# Lili kender alle farver
|  | Denne artikel er oprettet af botten Steenthbot ud fra en ekstern database. Den kan derfor have sproglige fejl eller mangler. Denne skabelon kan fjernes efter kontrol af indholdet. |

Lili kender alle farver er en dansk animationsfilm fra 2015 instrueret af Siri Melchior.

## Handling
Lili kender alle farver. Lili kender rød, gul, blå, hvid, faktisk kender hun dem alle sammen. Når mor og far maler væggene, vil Lili også være med. Man kan male sine dukker og sine bamser. Sine møbler. Man kan måske ligefrem male sin hund? Dog ikke uden at risikere at den maler igen. Lili er en serie af film om at være 3 år.